# Arcolei csata
Az arcolei csata, más néven az arcolei híd csatája (1796. november 15–17.); Napoléon Bonaparte tábornok itáliai hadjáratának egyik nagy jelentőségű csatája, mellyel elvágta az osztrák seregek visszavonulásának útját az észak-itáliai Arcole falu mellett.
A csata során az Alpone folyón átvezető, stratégiai fontosságú arcolei híd háromszor cserélt gazdát, míg végül a francia gránátosok Bonaparte tábornokkal az élükön rohammal végleg elfoglalták. A csata eredményeként egész Észak-Itália a franciák kezére került.

## Előzmények

### Mantova ostroma
Mantova második ostroma vereséggel végződött osztrák részről, amikor a Dagobert Sigmund von Wurmser tábornok vezette császári seregek az első bassanói csatában vereséget szenvedtek. Ezután Wurmser csapataival Mantovába vonult, hogy megakadályozzák az utánpótlási vonalak elvágását. Az erődbe csak 12 000 fő veszteség mellett sikerült bevonulni, melyet a franciák szeptember 15-én körülzártak.
I. Ferenc császár Alvinczi József táborszernagyot nevezte ki a Mantova felszabadítására induló sereg élére. Alvinczi, Pavle Davidović altábornagy, Johann Rudolf Sporck és Franz von Weyrother vezérőrnagyokkal karöltve dolgozott ki egy két részből álló tervet a támadásra. Petar Vid Gvozdanović vezette a 28 000 fős friuli hadtestet Alvinczival összhangban, aki csapattestével a Piave folyó felől közelített. Davidović vezényelte a 19 000 fős tiroli csapatot, mely az Adige folyó völgyéből kiindulva vonult Mantova felé.
Napóleon egy 10 500 fős hadosztályt küldött Claude-Henri Belgrand de Vaubois tábornok vezetésével Davidović ellen. Bassano mellett André Masséna hadosztálytábornok 9500 gyalogosa védte a Brenta folyó vonalát. Charles Pierre François Augereau hadosztálytábornok vezetése alatt 8300 katona helyezkedett el Veronában. Mantovát Charles Edward Jennings de Kilmaine hadosztálytábornok tartotta blokád alatt, míg a város közelében 1600 főnyi lovasság és mintegy 2800 főnyi gyalogság várakozott tartalékhaderőként, François Macquard vezényletével.

### Hadműveletek

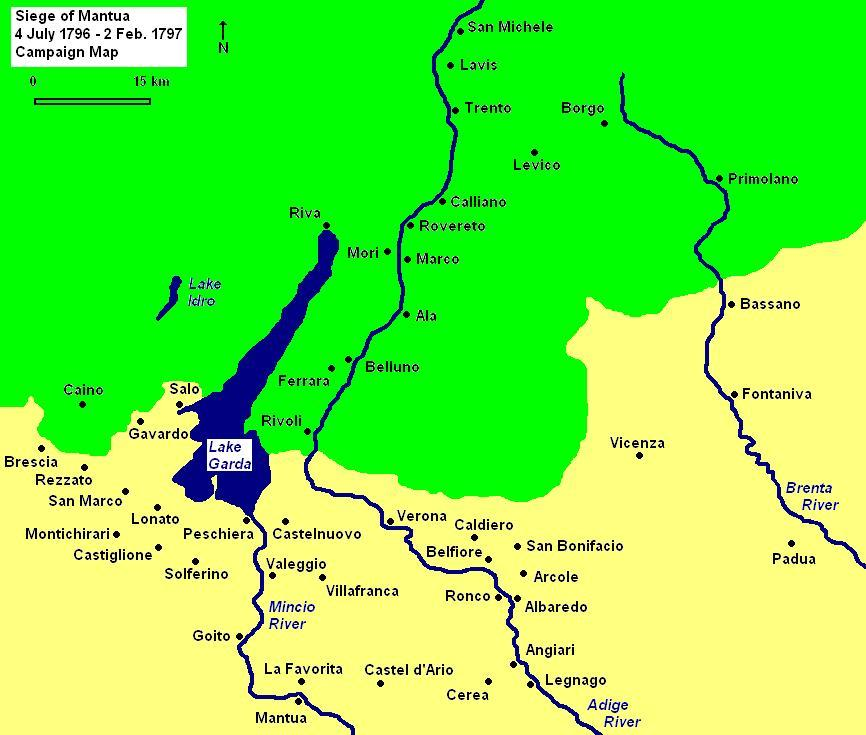
Mantova ostroma

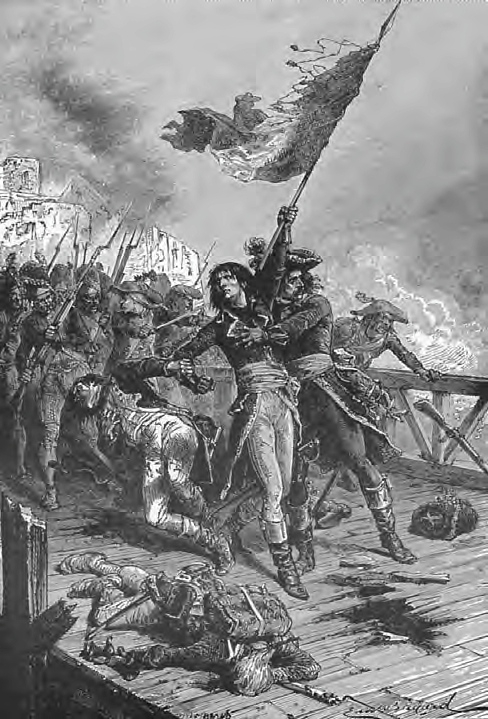
Festmény Napóleon átkeléséről az arcolei hídon

November 1-jén a friauli császári hadtest megkezdte az átkelést a Piavén. Bonaparte tábornok úgy döntött, megtámadja az osztrák haderőt a Brenta folyón való átkeléskor, míg Augereau-t és Macquard-t keletre küldte, hogy csatlakozzanak Massénához. A második massanói csatában, november 6-án az osztrák sereg hatalmas veszteségek mellett feltartóztatta a francia főerőket. Napóleon gyors ütemben visszavonult Veronába.
November 2-án a két fél Cembra mellett ütközött meg, a csata osztrák győzelemmel zárult, Vaubois lemondott Trient városáról a császáriak javára. Davidović november 6-án és 7-én már Vaubois megmaradt csapatait irányította a callianói ütközetben. Az előbbi Alvinczi sürgetésére is rendkívül óvatos maradt, amíg tíz nap múlva ismét ki nem hívta a francia hadakat.

## A csata

### Első nap
November 15-én hajnalban Bonaparte csapatai elérték a kijelölt átkelőhelyet, majd Antoine-François Andréossy tábornok hadmérnökei pontonhidat építettek, melyen először Pierre Augereau hadosztálya haladt át és elindult Arcole felé, majd Masséna zsoldosai következtek, akik miután átértek, a balszárnyat fedezendő, egy töltést kezdtek építeni észak és nyugat felé, Belfiore di Porcile irányában.
Alvinczi négy zászlóaljat küldött ki a terület védelmére: ebből két zászlóalj és két ágyú védte Arcole városát, rendre visszaszorítva Augerau támadó alakulatait, míg a katonáknak a töltés mögé kellett visszahúzódniuk az ellenséges tűz elől. Augerau megpróbálta bevetni a Jean-Antoine Verdier és Pierre François Verne vezette dandárjait, sikertelenül.
Délben Anton Ferdinand Mittrowsky vezérőrnagy parancsnoksága alatt megérkezett az osztrák felmentősereg Arcole megsegítésére. Hamarosan Louis André Bon, Verdier, Verne és Jean Lannes is sebesüléssel tért vissza, a támadás kifulladt.
Alvinczi a francia pontonhíd elfoglalására kivezényelt egy csapattestet, Alois von Gavasini alezredes vezérletével. A had félúton Belfiore és Ronco között szembetalálkozott Masséna csapataival, de a kezdeti sikerek ellenére végül meghátrált a franciákkal szemben.

### Második nap
Alvinczi Hohenzollern csapatait Verona mellett hagyta, hogy megvédje magát a város támadásától. Az osztrák vezér megparancsolta Giovanni Proverának, hogy hat zászlóaljjal támadjanak Belfiore felől. Alvinczi Mittrowskyt összesen 14 zászlóaljjal erősítette meg, köztük Schübirz és Franz Sticker ezredes dandárjaival, és utasította, hogy Arcolétól délre nyomuljon előre. A két erő november 16-án hajnalban vonulna fel, és a francia hídfőhöz közeledne. Alvinczi két zászlóaljat küldött Albaredo védelmére Guieu támadása megismétlődése ellen.
Provera igyekezete elkeseredett, amikor összefutott Massénával. Brabeck az ütközet során életét vesztette, az osztrákokat pedig öt ágyú elvesztésével kergették vissza Belfioréba. A délelőtt folyamán Mittrowsky és Augereau libikókás csatát vívott, amely akkor ért véget, amikor az osztrákok visszaestek Arcoléba.
Mittrowsky Sticker négy zászlóalját a nyugati gátra helyezte, a keleti gát mellett négy zászlóaljat szegélyezett Brigido alatt, a többi csapatát pedig Arcoléba tömörítette. Ezek az intelligens beállítottságok akadályozták Bonaparte ismételt próbálkozását a falu elfoglalására a nap folyamán. A francia kísérletek átkelni az Adigén Albaredónál és a torkolatához közeli Alponén egyaránt kudarcot vallottak. Sötétedéskor Bonaparte visszavonta Massénát és Augereau-t a hídfő felé, de jelentős erők maradtak az Adige osztrák oldalán.
Az egykori rabszolgát, Joseph Damingue francia lovashadnagyot Bonaparte századossá léptette elő, és díszkardot adott neki azért, mert meglepetésszerű támadást hajtott végre az osztrák lovasság ellen ezen a csatanapon.

### Harmadik nap
November 17-én Alvinczi visszavonta Hohenzollernt a főtestéhez közelebb eső Caldieróba. Ismét Provera tartotta Belfiorét, míg Mittrowsky védte Arcolét. Az éjszaka folyamán Bonaparte mérnökei néhány pontont úsztattak az Alponéba, ahol hidat építettek a torkolat közelében. Augereau hadosztálya átkelt a hídon, és megkezdte a harcot a keleti gát mentén. Egy francia zászlóalj és néhány lovasság is elindult Legnagóból, és a nap folyamán csatlakoztak Augereau-hoz. Eközben Masséna két féldandárja Jean Gilles André Robert dandártábornok vezetésével a nyugati gát mentén támadt.
Kora délutánra Masséna ismét legyőzte Proverát Belfiore közelében. Alvinczi Proverát és Hohenzollernt is visszahívta kelet felé, és megkezdte az utóbbi csapatainak egy részét az arcolei harcba bevetni. Ott a csata oda-vissza folyt egész nap. Délután 3 órakor az osztrák erősítés egy nagy oszlopa tört ki Arcoléból, és visszaterelte a csapatokat Robert vezetésével. Augereau emberei a keleti parton látták ezt a fejleményt, és szintén visszaestek. 16:00-ra Augereau lehrcolt hadosztálya visszahúzódott a pontonhídon át a nyugati partra.
Éppen akkor, amikor a nap elveszettnek tűnt, Masséna erősítéssel jelent meg a nyugati szárnyról. Ezekkel lesből támadta az osztrákokat a nyugati töltésen, és visszaküldte őket Arcole felé. Augereau emberei fellelkesülten átkeltek az Alpone keleti partjára, és megújították a harcot. Masséna és Augereau végül 17:00 körül hatoltak be Arcoléba. Egy hadnagy és 25 felderítő segítette a végső támadást azzal, hogy belovagoltak az osztrák hátsó területre, és több kürtöt fújtak, hogy nagy haderő benyomását keltsék. A franciák sikerüket követve észak felé haladtak, és azzal azzal fenyegetett, hogy elzárják a kelet-nyugati irányú főútvonalat. Alvinczi bedobta Schübirz dandárját, hogy visszatartsa a franciákat, és ez lehetővé tette, hogy Provera hadosztálya keletre meneküljön.

### Utóhatások
A francia veszteségek Arcoléban 3500 halottat és sebesültet tettek ki, valamint 1300 fogságba esett vagy eltűnt. Az osztrákok mindössze 2200 halottat és sebesültet veszítettek, de 4000 ember fogságba esett és 11 ágyút veszítettek. Francia részről Jean Gilles André Robert tábornok halálosan megsebesült, míg Gerhard Rosselmini osztrák vezérőrnagy november 19-én Vicenzában halt meg. November 17-én Davidović végül megtámadta Vaubois-t a Rivolinál. Ocskay Monte Baldo dandárja találkozott Vukassovich dandárjával az Adigei-szorosból, és együtt hajtották rendületlenül vissza a francia katonákat. Miután egész délelőtt ellenálltak, a francia csapatok délután pánikszerűen visszavonultak. Ismét a 85. vonalgyalogság volt az első egységek között, amelyek pánikba estek. A franciák 800 meghalt és sebesültet veszítettek, valamint 1000 fogságba esett, köztük Pascal Antoine Fiorella és Antoine Valette dandártábornokokat. Az osztrák áldozatok száma 600 volt. Vaubois visszahúzódott Peschiera del Garda felé, míg Davidović egészen Castelnuovo del Gardáig üldözte. Bonaparte lovasságát küldte, hogy figyeljék Alvinczi visszavonulását, miközben erőinek nagy részét Davidović felé fordította. November 19-én Davidović hallott az osztrák arcolei vereségről, és olyan jeleket észlelt, amelyek arra utaltak, hogy Bonaparte teljes erővel rá fog rohanni. Az osztrák 20-án visszahúzódott a Rivoliba, és másnap reggel kezdett távolabbra esni. Ebben a pillanatban Alvinczitől bátorító üzenetet kapott, és leállította visszavonulását. De a franciák utolérték a Rivoliban. Az ezt követő összecsapásban a franciák 200 veszteséget szenvedtek, miközben 250 halott és sebesült veszteséget okoztak. További 600 osztrák, három ágyú és egy hidászfelszerelés került francia kézre. Davidović sietve visszavonult északra. Davidović visszavonulása Rivoliból összesen 1500 emberébe és kilenc ágyújába került.
Arcole után Alvinczi visszahúzódott Olmóba, ahol november 18-án délelőtt haditanácsot tartott. Ezen a találkozón az osztrák tábornokok határozottan úgy döntöttek, hogy 16 000 megmaradt katonájukkal visszatérnek a a harcmezőre. November 21-én Alvinczi ismét elfoglalta Caldierót, de nem tudott tovább menni. Ottjártakor hallott Davidović november 23-i vereségéről. Aznap este az osztrák hadsereg megkezdte visszavonulását a Brentához. A három nap alatt, amíg az arcolei csata dúlt, ágyúlövéseket lehetett hallani Mantovában. Az erődben a megfigyelők még azt is észrevették, hogy néhány francia tábor üresnek tűnt, Wurmser azonban érthetetlen módon elmulasztotta a cselekvést. November 23-án Wurmser megtámadta az ostromvonalakat, elfogott 200 franciát, és lerombolt néhány sáncot. Az osztrákok csaknem 800 embert vesztettek. Amikor megtudta, hogy Davidović teljes visszavonulásban van, Wurmser visszavonult a városba. 1796 novemberében a franciák elfoglalták Velencét és két 44 ágyús fregattot, amelyek a hajógyárban épültek. Az egyik hadihajót Muiron-nak nevezték el Bonaparte szárnysegédjének tiszteletére, aki november 15-én az oldalán halt meg. Amikor Bonaparte 1799-ben visszatért Egyiptomból, Franciaországba szökött a Muiron-on.